# Гробница краљева (Пафос)
Гробница краљева (грч. Τάφοι των Βασιλέων, тур. Kral Mezarları) је велика некропола која се налази око два километра северно од луке Пафос на Кипру. Цео град Пафос, заједно са гробницом краљева, је локалитет светске баштине Унеска.

## Гробница
Некропола се континуално користила као гробље током хеленистичког и римског периода, а постоје и докази да су први хришћани такође користили овај локалитет за сахране. Нажалост, често се користио и као каменолом.
Подземне гробнице, од којих многе потичу из 4. века пре нове ере, исклесане су у чврстим стенама, а сматра се да су гробља пафоских аристократа, официра и високих званичника све до трећег века нове ере. Име није повезано са сахраном краљева, већ потиче од величанствености гробница. Неке гробнице садрже дорске стубове и фреске на зидовима.
Све гробнице су повезане сложеном мрежом пролаза и степеница, а често копирају куће локалних угледника. У средњем веку су чак људи привремено живели у неким гробницама.
Касније се у некрополи почео појављивати већи број гробова, али су сиромашније породице морале неколико пута користити исти гроб. Према паганској вери оних времена, гробница је у животу после смрти будући дом покојника, па су често гробнице биле попут правих кућа – имају поплочано двориште са стубовима дорског стила и фреске на зидовима. Археолошки налази указују на то да су многи грчки погребни обреди примењени на гробницама били из хеленистичког периода, а амфоре су били типични примери пронађених дарова за укоп који су највероватније садржавали вино и уље.

## Истраживања
Гробнице су вековима познате и повремено истраживане. Најстарији савремени запис потиче од Ричарда Пококеа, 1783. године . Скоро век касније, 1870. године, прва археолошка ископавања извео је Луиђи Палма ди Цеснола, амерички конзул на Кипру, рођен у Италији. У потрази за благом, кршећи сва правила ископавања и транспорта налаза, без обележавања  пронађених  археолошких предмета, а затим покушавајући да их прода широм света, Цеснола је нанео огромну штету древним споменицима.
1915. године извршена су прва научна ископавања, а водио их је Менелаос Маркидес, кустос музеја на Кипру, док је почасни кустос музеја Пафос Лоизос Филипоу започео радове на чишћењу у још неколико гробница 1937. године. Систематична ископавања су се одвијала крајем 1970-их и 1980-их под управом др Софокла Хаџисаваса, бившег директора за антику Републике Кипар. Др Хаџисавас припрема налазе за објављивање уз помоћ аустралијске археолошке мисије у Пафосу .
Део важности гробница налази се у пафијском обичају да се родоске амфоре укопавају са понудама у гробове. Кроз производне ознаке постављене на ручкама ових амфора могуће је одредити датум и, преко њих, други материјал из истог гроба .
Велики део информација у вези с гробницама с временом је изгубљен. Томе је допринело неколико фактора: верује се да су многе гробнице биле богате скупоценим гробним добрима, упркос томе што су врло мало такве робе пронашле службене археолошке мисије, па се верује да су за то били одговорни пљачкаши. Такође, близина гробница  морској обали ометала је очување закопаних тела. Упркос тим препрекама, историјски значај гробница потврђен је међу стручњацима и локалним становницима.